# Chiesa di San Niccolò a Spedaletto
La chiesa di San Niccolò a Spedaletto è un luogo di culto cattolico che si trova in località Spedaletto a Pienza, presso il castello di Spedaletto.

## Storia e descrizione
Fu consacrata nel 1462. La facciata con rosone, lunetta e portale risale probabilmente al XIV secolo. Nella lunetta si trovava il bassorilievo della metà del XV secolo raffigurante la Madonna col Bambino e Angeli musicanti, ora al Museo Diocesano di Pienza.
All'interno, che si presenta ad unica navata, sulla parete sinistra sono due affreschi: il primo, degli inizi del XV secolo, raffigura il Battesimo di Cristo, e inquadra la nicchia del fonte battesimale; il secondo, del XVI secolo, rappresenta la Madonna in trono col bambino e Santi. Sulla parete destra è raffigurato San Benedetto (fine XV secolo). Sul fronte dell'altare maggiore, Cristo in pietà (XV secolo).